# Teresin (osada w województwie wielkopolskim)
Teresin – osada w Polsce położona w województwie wielkopolskim, w powiecie czarnkowsko-trzcianeckim, w gminie Trzcianka
W latach 1975–1998 miejscowość położona była w województwie pilskim.